# Ernesto Talvi
Ernesto Talvi Pérez (Montevideo, 10 de junio de 1957) es un economista y ex político uruguayo, perteneciente al Partido Colorado, quien lideró el sector Ciudadanos. fue electo senador en las elecciones nacionales de 2019. Entre el 1 de marzo de 2020 y el 1 de julio de 2020 se desempeñó como Ministro de Relaciones Exteriores.

## Biografía
Hijo de un inmigrante macedonio de religión judía y una inmigrante cubana de padre turcos y también judíos, estudió en los colegios Saint Andrew's y The British Schools de Montevideo. Graduado como economista en la Universidad de la República, es Doctor en Economía y MBA en Finanzas de la Universidad de Chicago. Se considera agnóstico.
En 1990 se integró al equipo de asesores del presidente del Banco Central del Uruguay, Ramón Díaz; dirigió Política Económica del BCU entre 1990 y 1995, periodo en el cual la inflación bajó de 95,41% a 44,25%.
Desde 1997 se desempeña como director académico del Centro de Estudios de la Realidad Económica y Social (CERES). También es miembro de número de la Academia Nacional de Economía de Uruguay.
Siempre cercano al Partido Colorado, en 2002 su nombre estuvo en danza como posible presidente del Banco Central en plena crisis económica.
En 2018 formó la agrupación "Ciudadanos", acompañado por Adrián Peña, Ope Pasquet, Valentina Rapela y Nibia Reisch, entre otros dirigentes.

### Ámbito político
En agosto de 2018 Talvi lanzó su precandidatura para las elecciones internas de su partido.
Participó del primer debate televisivo después de 25 años entre candidatos a la Presidencia. El jueves 13 de junio, en el estudio de Canal 4, se enfrentó al precandidato frenteamplista Oscar Andrade.
De los precandidatos a la Presidencia de la República por el Partido Colorado para las elecciones internas de 2019, Talvi quedó en primer lugar con el 53% de los votos.
De cara a un eventual gobierno colorado, Talvi adelantó su intención de apelar a los mejores técnicos de todos los partidos, incluso de la administración frenteamplista, como Jorge Polgar y Christian Daude. Su discurso tiene un encendido tono liberal en lo social, acepta la agenda de nuevos derechos, incluso el matrimonio igualitario, a diferencia de otros políticos de los partidos tradicionales.
La problemática del futuro financiamiento del Banco de Previsión Social es motivo de propuestas en el equipo de Talvi, quien propone crear más líneas de capitalización y flexibilizar la edad de retiro.
En septiembre, TV Ciudad emite el ciclo de entrevistas De Cerca, dirigido por Facundo Ponce de León, con un programa dedicado a Talvi.
En las Elecciones presidenciales de Uruguay de 2019, Talvi obtuvo el tercer lugar con el 12,32% de los votos. El candidato manifestó su apoyo a la candidatura de Luis Alberto Lacalle Pou de cara a la segunda vuelta, así como su disposición para conformar una coalición de gobierno con los partidos de oposición. Una vez conocida la victoria de Lacalle, Talvi acepta la invitación a ocupar el cargo de Canciller de la República a partir de marzo de 2020. Fue acompañado en la subsecretaría por Carolina Ache Batlle, de su misma agrupación política.
En el mes de junio, Talvi anuncia su intención de abandonar el cargo de canciller. Tras muchas especulaciones, se anuncia que el embajador Francisco Bustillo reemplaza a Talvi al frente de la Cancillería. El 26 de julio Talvi anuncia su abandono total de la actividad política.

## Columnista
Talvi contribuye en Project Syndicate con una columna de opinión en materia económica.